# Joan Harrison (pływaczka)
Joan Cynthia Harrison (ur. 29 listopada 1935 w East London, zm. 20 maja 2025) – południowoafrykańska pływaczka specjalizująca się w stylu grzbietowym oraz dowolnym, złota medalistka letnich igrzysk olimpijskich w Helsinkach (1952) na dystansie 100 metrów stylem grzbietowym.
Za swoje osiągnięcia w 1982 r. została uhonorowana umieszczeniem w międzynarodowej galerii pływackich sław (ang. International Swimming Hall of Fame).

## Sukcesy sportowe
| Rok  | Miasto    | Zawody                                                 | Konkurencja | Wynik                                   |
| ---- | --------- | ------------------------------------------------------ | --- | --------------------------------------- |
| 1950 | Auckland  | igrzyska Imperium Brytyjskiego                         | 440 jardów stylem dowolnym 110 jardów stylem dowolnym                                                                                    | złoty medal brązowy medal               |
| 1952 | Helsinki  | letnie igrzyska olimpijskie                            | 100 m stylem grzbietowym 100 m stylem dowolnym                                                                                           | złoty medal 4. miejsce                  |
| 1954 | Vancouver | igrzyska Imperium Brytyjskiego i Wspólnoty Brytyjskiej | 110 jardów stylem grzbietowym sztafeta 4 x 110 jardów stylem dowolnym sztafeta 3 x 110 jardów stylem zmiennym 110 jardów stylem dowolnym | złoty medal srebrny medal brązowy medal |